# شلاتین
شلاتین نام شهر و شهرستانی در استان بحر الاحمر مصر است. 